# Pfam
Pfam je baza podataka proteinskih familija koja sadrži njihove anotacije i poravnavanja višestrukih sekvenci generisane koristeći skrivene Markovljeve modele.

## Osobine
Za svaku familiju u Pfam bazi podata je moguće:
- Pregledati višestruka poravnavanja
- Prikazati arhitekture proteinskih domena
- Pregledati vrste distribucija
- Slediti linkove prema drugim bazama podataka
- Prikaziti poznate proteinske strukture

74% proteinskih sekvenci imaju bar jednu Pfam vezu. Taj broj se naziva pokrivenost sekvenci.

## Literatura
1. ↑  Finn RD, Tate J, Mistry J, Coggill PC, Sammut SJ, Hotz HR, Ceric G, Forslund K, Eddy SR, Sonnhammer EL, Bateman A (2008). „The Pfam protein families database.”. Nucleic Acids Res. 36 (Database issue): D281—8. PMC 2238907 . PMID 18039703. doi:10.1093/nar/gkm960.
2. ↑  Finn RD, Mistry J, Schuster-Böckler B, Griffiths-Jones S, Hollich V, Lassmann T, Moxon S, Marshall M, Khanna A, Durbin R, Eddy SR, Sonnhammer EL, Bateman A (2006). „Pfam: clans, web tools and services”. Nucleic Acids Research. 34 (Database issue): D247—51. PMC 1347511 . PMID 16381856. doi:10.1093/nar/gkj149.
3. ↑  Bateman A, Coin L, Durbin R, Finn RD, Hollich V, Griffiths-Jones S, Khanna A, Marshall M, Moxon S, Sonnhammer EL, Studholme DJ, Yeats C, Eddy SR (2004). „The Pfam protein families database”. Nucleic Acids Research. 32 (Database issue): D138—41. PMC 308855 . PMID 14681378. doi:10.1093/nar/gkh121.
4. ↑  Jaina Mistry, Penny Cogghill, Sean Eddy, Rob Finn, John Tate1 & Alex Bateman1. „Broadening Pfam Protein Sequence Annotations : Nature Precedings”. doi:10.1038/npre.2009.3194.1.